# 红脉蛇根草
红脉蛇根草（学名：Ophiorrhiza rhodoneura）为茜草科蛇根草属下的一个种。

## 扩展阅读
維基物種上的相關：红脉蛇根草